# Pentacentrus annulicornis
Pentacentrus annulicornis är en insektsart som beskrevs av Lucien Chopard 1929. Pentacentrus annulicornis ingår i släktet Pentacentrus och familjen syrsor. Inga underarter finns listade i Catalogue of Life.